# Les Canteres
Las Canteras (en asturiano y oficialmente: ‘’’Les Canteres’’’) es una aldea que pertenece a la parroquia de Valliniello en el concejo de Avilés (Principado de Asturias). Se encuentra a 15 m s. n. m. y está situada a 2,80 km de la capital del concejo, Avilés. 

## Población
En 2020 contaba con una población de 1 habitante (INE 2020) y en 46 viviendas.